# Ерёминский сельсовет (Новосибирская область)
Ерёминское сельсове́т — сельское поселение в Кыштовском районе Новосибирской области.
Административный центр поселения — деревня Ерёмино.

## География
Территория поселения общей площадью 274,82 км² расположена на расстоянии 616 километров от областного центра, в 16 километрах от села Кыштовка и в 174 километрах от ближайшей железнодорожной станции Чаны, поэтому занимает не самое выгодное экономико-географическое положение.

## История
Ерёминское сельское поселение (сельсовет) образовано в 1971 году.

## Население
| 2002 | 2007 | 2010 | 2012 | 2013 | 2014 | 2015 |
| ---- | ---- | ---- | ---- | ---- | ---- | ---- |
| 585  | ↘460 | ↘425 | ↘406 | ↘389 | ↗397 | ↘381 |
| 2016 | 2017 | 2018 | 2019 | 2020 | 2021 |      |
| ↘376 | ↘364 | ↘359 | ↘336 | ↘315 | ↘304 |      |

По этническому составу население в основном русское.

## Состав сельского поселения
| № | Населённый пункт | Тип населённого пункта          | Население |
| - | ---------------- | ------------------------------- | --------- |
| 1 | Верх-Чекино      | деревня                         | ↗47       |
| 2 | Гавриловка       | деревня                         | ↘78       |
| 3 | Еремино          | деревня, административный центр | ↘300      |

Наиболее крупным населённым пунктом является Ерёмино.